# Tamara Ałpiejewa
Tamara Ałpiejewa (biał. Тамара Міхайлаўна Алпеева, z domu Tamara Lameka (biał. Тамара Міхайлаўна Ламека); ur. 23 marca 1949 w Lepele) – białoruska filozof, kulturolog. Doktor filozofii (1993) i profesor (1996). Jest akademikiem Międzynarodowej Akademii Kadr. 

## Biografia
W 1972 ukończyła Białoruski Uniwersytet Państwowy. W tym samym roku dostała pracę w Instytucie Filozofii i Prawa Akademii Nauk Białoruskiej SRR. W 1976 roku przeniosła się, aby nauczać w MRTI. Od 2002 r. jest prorektorem Międzynarodowego Instytutu Humanitarno-Ekonomicznego, od sierpnia 2004 r. jest jego rektorem.
Zainteresowania badawcze: filozofia społeczna i kulturoznawstwo, mitologia społeczna i religioznawstwo, teoria i metodologia edukacji i wychowania.

## Sankcje UE
22 marca 2011 r. została wpisana na „Czarną listę UE” jako rektor Międzynarodowego Instytutu Humanitarno-Ekonomicznego odpowiedzialny za wydalanie studentów. W szczególności nałożono sankcje za skreślenie Uładzimira Kumca, działacza kampanii „Mów prawdę!”.

## Wybrane książki
- Социальный миф как культурно-исторический феномен / Т. М. Алпеева. – 2‑е изд., доп. – Минск : Рекламэкспорт, 1994. – 254 с. — ISBN 5-8467-0016-9[9]
- Введение в культурологию : учеб. пособие / Т. М. Алпеева ; Гуманитар.-экон. ин-т. – Минск : ВЕДЫ, 1997. – 88 с. – ISBN 985-6390-06-0[9]
- Религия. Человек. Общество : учеб.-метод. комплекс / Т. М. Алпеева ; Гуманитар.-экон. негос. ин-т. – 2-е изд. – Минск : ВЕДЫ, 1999. – 134 с. – ISBN 985-450-021-7[9]
- Философия культуры : монография / Т. М. Алпеева ; Междунар. гуманитар. экон. ин-т. – Мн. : Веды, 2004. – 451 с. — ISBN 985-450-227-9.
- Жизнь. Любовь. Отечество : к 60-летию со дня рождения А. Н. Алпеева / Т. М. Алпеева, В. Г. Ференц, Л. Н. Сечко. — Минск : Веды, 2006. — 270 с. — ISBN 985-450-245-7[9]
- Спасибо за боль и за радость, или Испытание жизнью / Т. М. Алпеева. – Минск : Четыре четверти, 2009. – 317 с. – ISBN 978-985-6856-56-6[9]